# Stephanopis borgmeyeri
Stephanopis borgmeyeri är en spindelart som beskrevs av Cândido Firmino de Mello-Leitão 1929. 
Stephanopis borgmeyeri ingår i släktet Stephanopis och familjen krabbspindlar. Inga underarter finns listade i Catalogue of Life.